# Röschenschanze

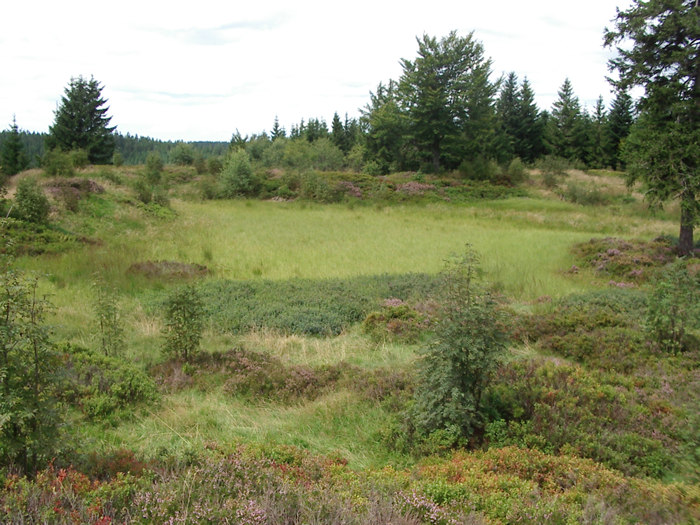
Innenbereich der Röschenschanze

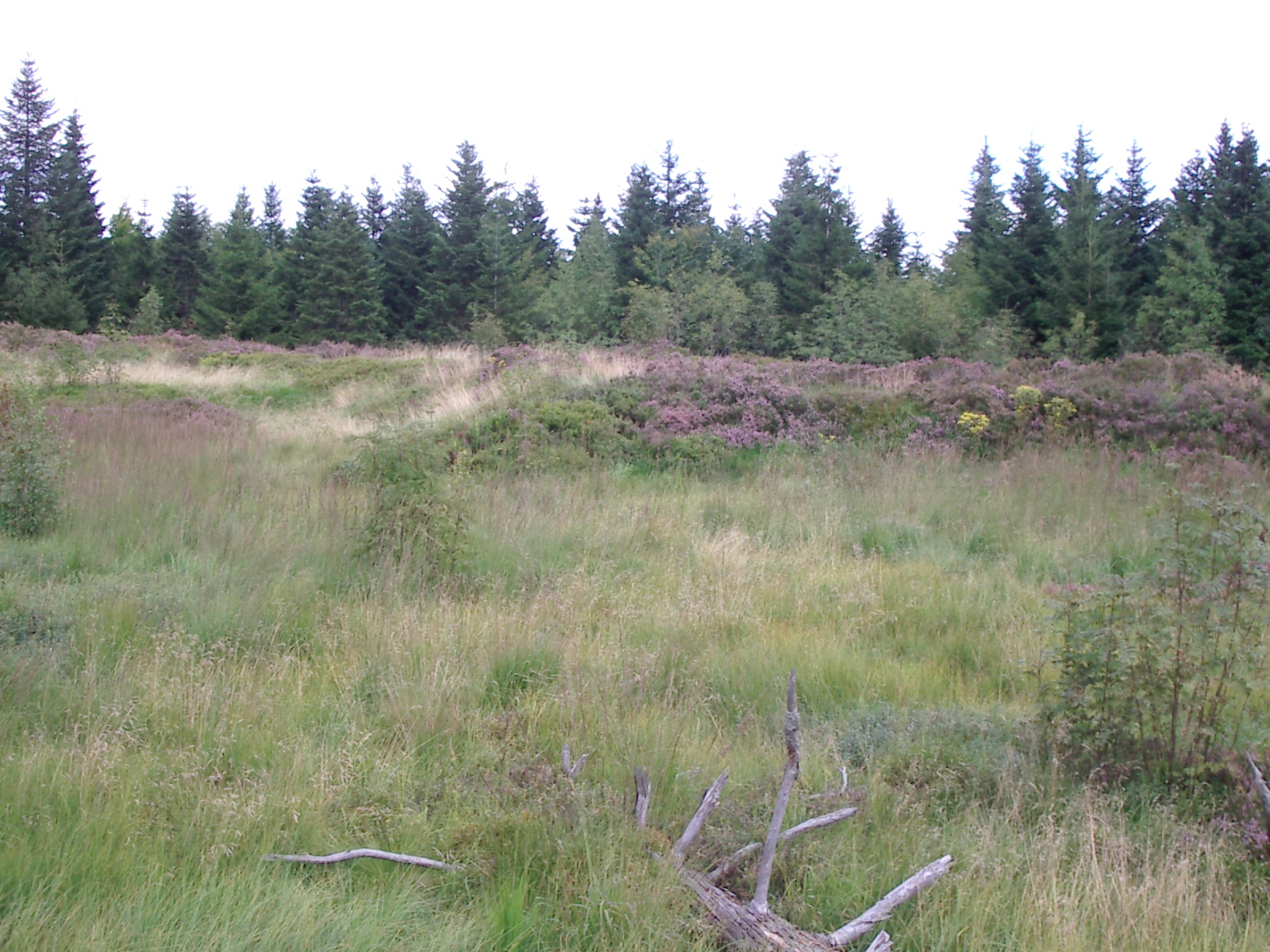
Innenbereich der Röschenschanze

Die Röschenschanze (nach ihrem Erbauer Jakob Friedrich Rösch), auch Schwabenschanze genannt, ist eine Sternschanze im Nordschwarzwald aus dem Ende des 18. Jahrhunderts. Die Feldbefestigung sollte den Übergang über den Schwarzwald an der Oppenauer Steige und dem Kniebis zwischen Straßburg und Freudenstadt sichern. Der Bereich der Schanze ist ein Bodendenkmal nach dem baden-württembergischen Denkmalschutzgesetz.

## Lage
Die Schanze liegt auf dem Berg Roßbühl (963 m) am Hauptkamm des Nordschwarzwalds auf der Grenze der Gemeinden Oppenau (Ortenaukreis) und Baiersbronn (Landkreis Freudenstadt). In der Nähe verläuft die B 500 (Schwarzwaldhochstraße) mit einem Abzweig der L 402 nach Oppenau. Östlich der Schanze liegt das Hotel Zuflucht, der Abhang unmittelbar westlich unterhalb der Schanze wird als Skihang mit Skilift genutzt. Der Schwarzwald-Fernwanderweg Westweg führt an der Röschenschanze vorbei, der Nationalpark Schwarzwald beginnt direkt nordöstlich des Walls. Früher verlief hier die Grenze zwischen Baden und Württemberg: genau in der Mitte der Schanze steht ein Grenzstein. Mit der Alexanderschanze lag drei Kilometer südöstlich eine weitere Befestigung.

## Zustand
Es handelt sich um eine einfache Wallanlage in Form eines sechsstrahligen Sterns, der Durchmesser beträgt 110 m, gemessen auf der Wallmitte von Sternspitze zu Sternspitze. Vom Innenraum aus gesehen ist der Wall 2 m hoch. Von der Sohle des äußeren umlaufenden Grabens zur Wallkrone sind es 4 – 5 m.

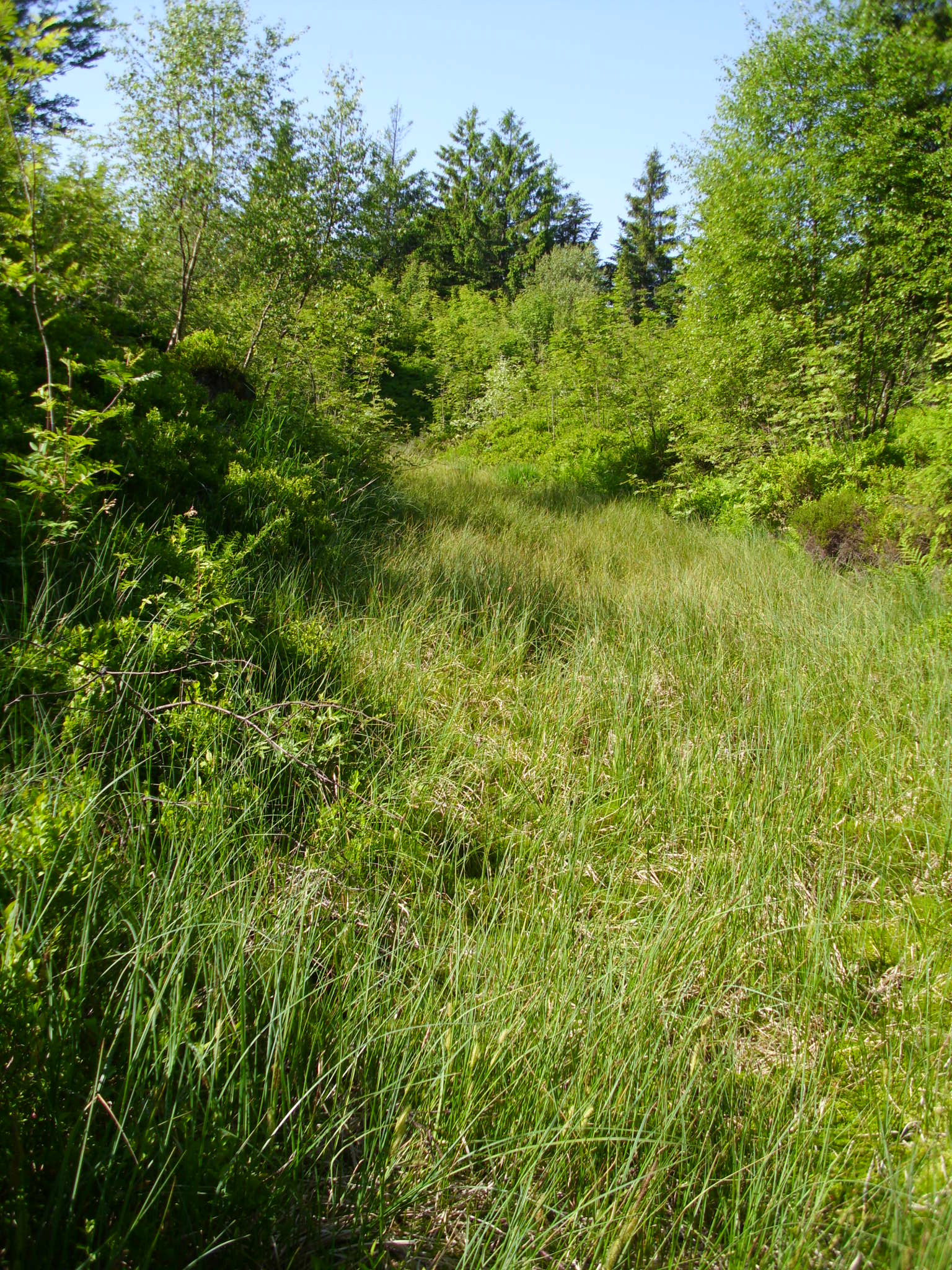
Äußerer Graben am Wall der Röschenschanze

Genau in der Mitte der Anlage beim Grenzstein findet man eine auffällige quadratische Erhöhung, 8 × 8 m, etwa 40 cm hoch, in der Mitte etwas flacher. Es handelt sich wahrscheinlich die Reste des als Reduit bezeichneten Blockhauses.
Vor Ort ist sie dem geschulten Auge leicht als Befestigungsanlage erkennbar, die exakte geometrische Form der Anlage erschließt sich aber erst durch Luftaufnahmen.

## Geschichte
Während der Koalitionskriege erkannte man sowohl auf württembergischer als auch auf französischer Seite, dass der Kniebis eine strategische Schlüsselstellung innehatte. Deshalb beauftragte der württembergische Herzog Ludwig Eugen im Jahr 1794 den Ingenieur-Major Rösch auf dem Kniebis eine Befestigung anzulegen. Rösch zog erst den Sandkopf in Erwägung, ein Hügel ein Kilometer nordwestlich Richtung Schliffkopf gelegen, entschied sich aber dann doch für den Roßbühl an der Oppenauer Steige. Im Sommer 1796 wurde sie fertiggestellt. Nach Kündigung des Waffenstillstandes zwischen Frankreich und Österreich überschritten französische Truppen am 24. Juni 1796 unter General Jean Moreau den Rhein um über den Kniebis und Freudenstadt weiter Richtung Bayern vorzurücken. Deshalb sollte die schwache Besatzung der Schanze durch mehrere tausend Milizsoldaten verstärkt werden, die sich in Freudenstadt sammelten. Bevor die Miliz Freudenstadt verließ, griffen die französischen Truppen schon an: In der Nacht zum 2. Juli 1796 stieß der französische General Laroche, unterstützt von einem wegkundigen Renchtaler Bauern, gegen die Schanze vor. Die Besatzung der Schanze stand unter dem Befehl des württembergischen General von Hügel, der in dem nächtlichen Kampf schnell die Übersicht verlor. Zudem waren die württembergischen Truppen schlecht ausgerüstet und zahlenmäßig weit unterlegen. Nach kurzem, heftigen Kampf wurden sie aus der Schanze vertrieben. Hügel zog sich mit den verbliebenen Mannschaften zurück und floh nach Stuttgart, ohne zu versuchen den Feind an der Alexanderschanze oder der Festung Freudenstadt aufzuhalten. Das österreichische Jägerbataillon Leloup ging einige Tage später gegen die Franzosen vor, es kam zu einem Scharmützel am Kniebis, bei dem Laroche verwundet wurde, die Röschenschanze blieb aber in französischer Hand.

## Weitere Quellen
- Ernst Boesser: Zur Geschichte der Kniebisschanzen. in: Alemannia Bd. 30 (1903), S. 193–222 (Digitalisat).
- Flurkarte, 1837–1856.
- A. Hiss: Der Kniebis und die Kniebisbäder heute. Erwin Schmieder’s Druckerei und Verlag, Baiersbronn, 1954.
- Zeitschrift Schönes Schwaben 7/2004, S. 26.
- Karte „Eigentlicher Grundriß des Freudenstädter Forstes mit seinen locken Mark- und Grenzsteinen, verfertigt von Johann Mayer, Prälat zu Murrhardt, 1712“ online
- Manfred Eimer: Geschichte der Stadt Freudenstadt, Verlag Oskar Kaupert, Freudenstadt 1937.
- Postverwalter Ernst Luz: Führer durch Freudenstadt und Umgebung, 1881, S. 45.